# Marion Maréchal
Marion Jeanne Caroline Maréchal (Saint-Germain-en-Laye, 10 dicembre 1989) è una politica francese.
Deputata a soli 22 anni, dal luglio 2024 è europarlamentare.
Tra il 2010 e il 2018 ha utilizzato come cognome Maréchal-Le Pen, includendo quello materno. Dal maggio 2018 utilizza il proprio cognome, Maréchal.

## Biografia

### Infanzia e formazione
Sua madre è Yann Le Pen, figlia di Jean-Marie Le Pen e sorella di Marine Le Pen. Quando ha avuto la bambina, Yann Le Pen non era sposata e l'ha cresciuta nella casa di famiglia di Montretout, a Saint-Cloud. Quando Marion aveva 2 anni, Yann Le Pen incontrò l'imprenditore e politico Samuel Maréchal, il quale è stato il fondatore del movimento giovanile del Front National;: lui riconobbe la bambina, la coppia si sposò nel 1993 e divorziò nel 2005. Da questa unione nacquero altri due figli: Romain, nel 1993 e Tanguy, nel 1996. Viene riconosciuta come figlia da Samuel Maréchal, il quale è stato il fondatore del movimento giovanile del Front National.
Nel 2013 il settimanale L'Express rivelò l'identità del suo padre biologico: il giornalista e diplomatico francese Roger Auque. Marion Maréchal sporse denuncia per violazione della privacy e la rivista venne condannata a pagarle diecimila euro di danni. Affetto da un tumore al cervello, Roger Auque morì l'anno successivo, all'età di 58 anni. Nelle sue memorie postume, Sui servizi segreti della Repubblica, pubblicato dopo la sua morte, confermò di essere il padre biologico di Marion Maréchal e di averla ritrovata solo nel 2002, dopo dieci anni di assenza, precisando che questo è il "segreto più intimo della [sua] vita tumultuosa". Scrisse che, dopo questo episodio, non aveva smesso di vedere sua figlia e aveva svolto un ruolo consultivo nella sua vita, più "come un padrino che come un padre".
Nel 2009, poco dopo il suo ingresso in politica, Le Monde ha dichiarato che Marion Maréchal "ha intenzione di mantenere in futuro solo il suo famoso cognome materno", "Le Pen". Ma ha scelto "Marion Maréchal-Le Pen" come suo nome abituale, che descrive come un "nome politico". A proposito della sua candidatura alle elezioni legislative del 2012 ha detto: "L'endorsement del nome di mia madre, Le Pen, aveva chiaramente un obiettivo: ripulire l'onore di questo nome a Carpentras, vent'anni dopo la terribile vicenda che l'aveva macchiato". Nel 2018, ritiratasi temporaneamente dalla vita politica, ha abbandonato il suo nome abituale per usare solo il suo cognome, "Maréchal".

### Carriera politica

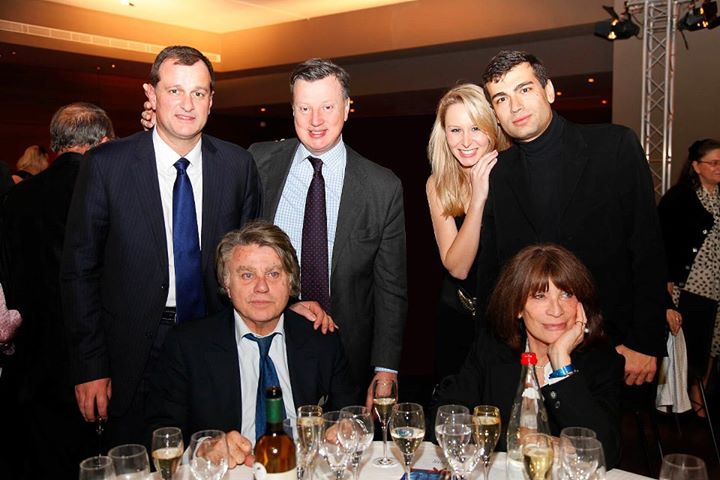
Marion Maréchal-Le Pen con Gilbert Collard e Louis Aliot, nell'ottobre 2012, per il quarantennale del Front National

È iscritta al Front National dal 2007 e nelle elezioni legislative del 2012 è stata eletta deputata al parlamento francese per la terza circoscrizione di Vaucluse, divenendo così a 22 anni la più giovane parlamentare della storia della Francia repubblicana. Nel novembre 2014 il congresso del Front National l'ha eletta vicepresidente del partito.
Candidata del Front National alle elezioni regionali del 6 e 13 dicembre 2015, al primo turno si è classificata prima, con il 41,2 % per la presidenza della regione di Provenza-Alpi-Costa Azzurra. Al ballottaggio del secondo turno ottiene il 45,22% e viene superata dal candidato dell'Unione delle destre Christian Estrosi che ottiene il 54,78, ed è comunque eletta consigliere regionale.
Il 9 maggio 2017, due giorni dopo le elezioni presidenziali, annuncia il proprio abbandono dell'attività politica per ragioni personali, familiari e professionali e la conseguente non candidatura alle elezioni legislative di giugno. Il 7 luglio presenta le proprie dimissioni sia da capogruppo del suo partito in Regione, sia da consigliere regionale della Provenza-Alpi-Costa Azzurra.
Lasciata temporaneamente la politica attiva, nel 2018 ha avviato l'Istituto di scienze sociali, economiche e politiche (ISSEP), un istituto di istruzione superiore privato senza scopo di lucro a Lione, di cui ha assunto la direzione generale.

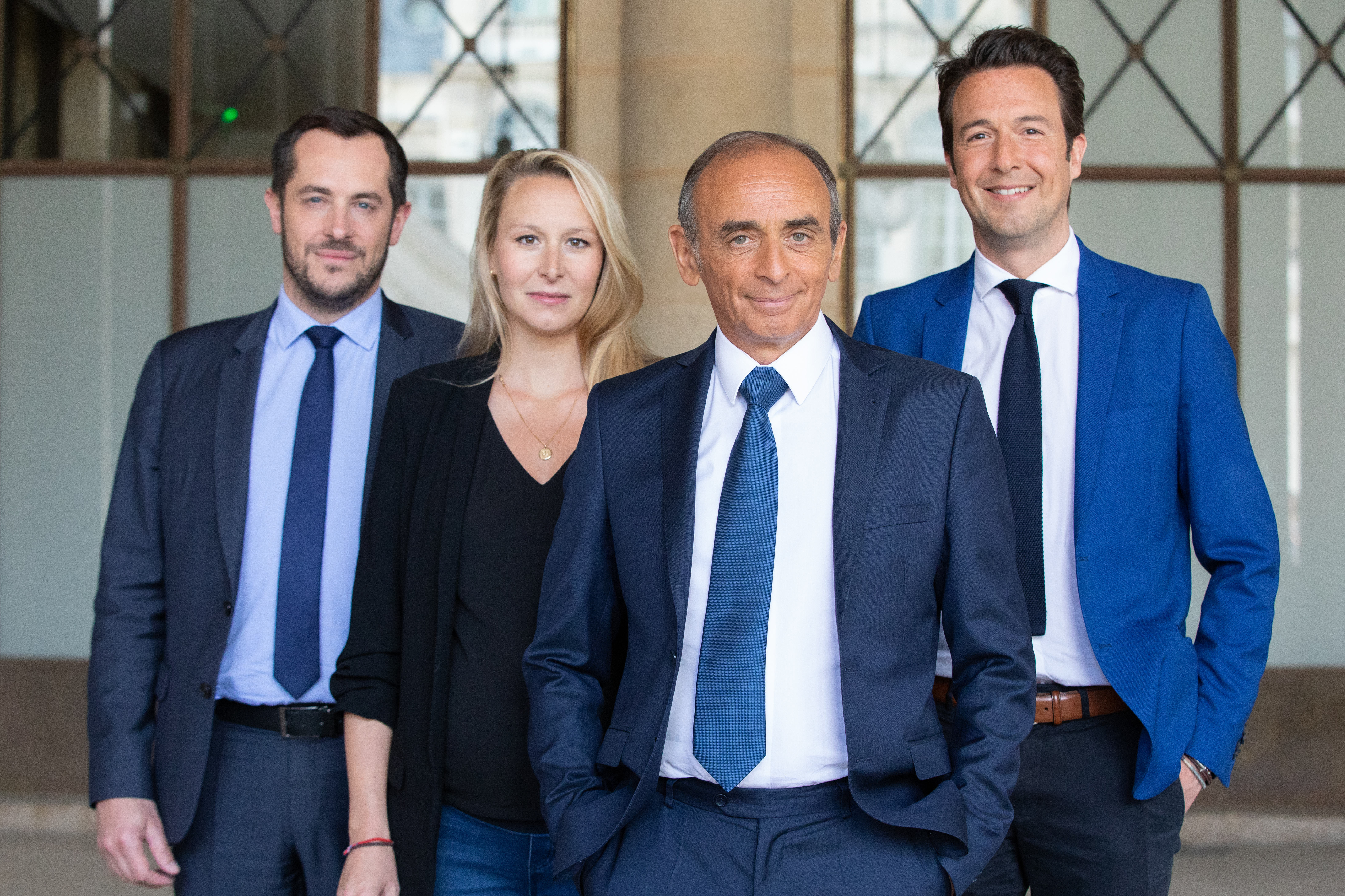
Direzione di Reconquête: Nicolas Bay, Marion Maréchal, Éric Zemmour e Guillaume Peltier (aprile 2022)

Nel settembre 2019 insieme al giornalista Éric Zemmour organizza la convention Union des droites, un nuovo soggetto politico che metta insieme il Rassemblement National con la destra gollista. Nel 2021 promuove la candidatura di Zemmour per le prossime elezioni presidenziali del 2022.
Marion Maréchal annuncia ufficialmente il suo sostegno a Zemmour il 6 marzo 2022, durante un incontro del candidato alle elezioni presidenziali a Tolone, ma chiarisce che non è qui per "unirsi a un partito politico". Dopo le elezioni, il 19 aprile, viene nominata vice presidente esecutivo di Reconquête. 
Zemmour ha ufficializzato che la Maréchal sarà la capolista del partito alle elezioni europee del giugno 2024. Alle elezioni guida la lista di Reconquete, che supera lo sbarramento ottenendo il 5,47 % e 5 seggi, tra cui Marion Maréchal.
Il 12 giugno 2024 Zemmour espelle Marechal da Reconquete per aver sostenuto un accordo, non concordato, con il Rassemblement National per le elezioni legislative anticipate di fine mese.
Nel luglio 2024 aderisce al gruppo Conservatori e Riformisti Europei all'europarlamento, nel quale è capo della delegazione francese. Dopo l'esclusione da Reconquête, Marion Maréchal, con Guillaume Peltier e Nicolas Bay ha creato un movimento chiamato “La France fière”, dal nome della loro lista alle elezioni europee.  A ottobre lancia quindi “Identité-Libertés” con l’obbiettivo di “lavorare a una coalizione strutturata accanto a Marine Le Pen, Jordan Bardella ed Éric Ciotti”.

Marion Maréchal con Giorgia Meloni a Roma, 14 maggio 2025

## Vita privata
Maréchal-Le Pen si è sposata con l'uomo d'affari Matthieu Decosse il 29 luglio 2014, al municipio di Saint-Cloud. La loro figlia Olympe è nata poco dopo, a settembre. I due hanno divorziato nel 2016.
L'11 settembre 2021 ha sposato l'europarlamentare italiano di Fratelli d'Italia Vincenzo Sofo, con cui era fidanzata dal 2018. La loro figlia Clotilde è nata il 10 giugno 2022. Il 16 agosto 2025 la coppia fu coinvolta in un grave incidente stradale in Calabria e rimase ricoverata in ospedale per diversi giorni.

## Nella cultura di massa
- Nel volume 1 del fumetto La Résident di François Durpaire e Farid Boudjellal, in cui Marine Le Pen vince le elezioni presidenziali del 2017, Marion Maréchal-Le Pen diventa Ministro dell'Istruzione e della Conoscenza Fondamentale.[38] È stata eletta Presidente della Repubblica il 5 giugno 2022 nel volume 2, Totalitarian.[39]

- Nel romanzo di fantascienza di Michel Wieviorka, Il terremoto. Marine Le Pen da presidente (2016), con uno scenario simile, è diventata ministro della Cultura e dell'Identità Nazionale.[40]

- Nel 2015, il rapper Kaaris ha menzionato il suo nome in una canzone chiamata Briller.[41] L'anno successivo, fu il cantante Black M a chiamarla in causa in una canzone intitolata Je suis chez moi. Nel 2017, il rapper Sofiane le ha dedicato un brano che porta il suo nome, e il rapper Orelsan la cita nella sua canzone Christophe.